# Gerrit Davidse
Gerrit Davidse (*1942-) és un botànic i professor nord-americà.
Treballa activament en el Projecte de Flora Mesoamèricana, en el Jardí botànic de Missouri. Desenvolupa la seva activitat acadèmica com a professor adjunt a la Washington University in St. Louis. És taxònom dedicat al "John S. Lehmann Curator of Grasses", Missouri Botanical Garden.
L'any 1968 va obtenir el seu màster de la Utah State University. I l'any 1972, el seu Ph.D., de la Iowa State University.

## Algunes publicacions
- Davidse, G, RJ Soreng; PM Peterson. 2009. Agrostopoa (Poaceae, Pooideae, Poeae, Poinae), a new genus with three species from Colombia. Novon 19 (1): 32-40
- Judziewicz, EJ; G Davidse. 2008. Arthrostylidium berryi (Poaceae, Bambusoideae, Bambuseae, Arthrostylidiinae), a new species from white sand shrublands in Venezuela and Colombia. Novon 18(3): 361-365
- MacVean, AL de; G Davidse. 2007. Dónde debemos colectar plantas en Guatemala? Un análisis basado en los herbarios UVAL (Universidad del Velle de Guatemala) y el MO (Missouri Botanical Garden). Revista Univ. Valle de Guatemala 16: 150-165
- Bess, EC, AN Doust, G Davidse, EA Kellogg. 2006. Zuloagaea, a new genus of neotropical grass within the "Bristle Clade" (Poaceae: Paniceae). Syst. Bot. 31(4): 656-670
- Soreng, RJ, PM Peterson, G Davidse, EJ Judziewicz, FO Zuloaga, TS Filgueiras, O Morrone. 2003. Catalogue of New World Grasses (Poaceae): IV. Subfamily Pooideae. Contr. U.S. Natl. Herb. 48: 1-730
- Zuloaga, FO, O Morrone, G Davidse, TS Filgueiras, PM Peterson, RJ Soreng, E Judziewicz. 2003. Catalogue of New World Grasses (Poaceae): III. Subfamilies Panicoideae, Aristidoideae, Arundinoideae, and Danthonioideae. 2003. Contr. U.S. Natl. Herb. 46: 1-662 (Editores principales: R. J. Soreng & S. J. Pennington)
- Morrone, O, FO Zuloaga, G Davidse, TS Filgueiras. 2001. Canastra, a new genus of Paniceae (Poaceae, Panicoideae) segregated from Arthropogon. Novon 11(4): 429-436
- Davidse, G, O Morrone & FO Zuloaga. 2001. Two new species of Paspalum (Poaceae: Panicoideae) from Brazil. Novon 11(4): 389-394
- Judziewicz, EJ, RJ Soreng, G Davidse, PM Peterson, TS Filgueiras & FO Zuloaga. 2000. Catalogue of New World Grasses (Poaceae): I. Subfamilies Anomochloideae, Bambusoideae, Ehrhartoideae, and Pharoideae. Contr. U.S. Natl. Herb. 39: 1-128
- Davidse, G & NJ Turland. 1999. Proposal to conserve the name Andropogon bicornis (Gramineae) with a conserved type. Taxon 48: 573-574
- Zuloaga, FO & G Davidse. 1999. A new species and new combination in the genus Parodiolyra (Poaceae: Bambusoideae: Olyreae). Novon 9(4): 587-59
- Linder, HP & G Davidse. 1997. The systematics of Trilobium Desv. (Danthonieae: Poaceae). Bot. Jahr. Syst. 119: 445-507
- Davidse, G, M Sousa, & S Knapp (eds. grales). 1995. Flora Mesoamericana. Vol. 1: Psilotaceae a Salviniaceae. Universidad Nacional Autónoma de México, México, D.F. 470 pp.
- Davidse, G, M Sousa, & AO Chater (eds. grales). 1994. Flora Mesoamericana. Vol. 6: Alismataceae a Cyperaceae. Universidad Nacional Autónoma de México, México, D.F.
- Spies, JJ, G Davidse & H du Plessis. 1992. Cytogenetic studies in the genus Tribolium (Poaceae: Arundineae). Amer. J. Bot. 79: 689-700
- Davidse, G & RP Ellis. 1987. Arundoclaytonia, a new genus of the Steyermarkochloeae (Poaceae: Arundinoideae) from Brazil. Ann. Missouri Bot. Gard. 74: 479-490
- Davidse, G, TR Soderstrom & RP Ellis. 1986. Pohlidium petiolatum (Poaceae: Centotheceae), a new genus and species from Panama. Syst. Bot. 11: 131-144
- Davidse, G & RP Ellis. 1984. Steyermarkochloa unifolia Davidse & Ellis, a new genus from Venezuela and Colombia (Poaceae: Arundinoideae: Steyermarkochloeae). Ann. Missouri Bot. Gard. 71: 994-012
- Davidse, G. 1978. A systematic study of the genus Lasiacis (Gramineae, Panicoideae). Ann. Missouri Bot. Gard. 65: 1133-1254